# Lista planetelor minore: 232001–233000
Aceasta este lista planetelor minore cu numerele 232001–233000.

## 232001–232100
| Denumire | Denumire provizorie | Data descoperirii  | Locul descoperirii | Descoperitor(i) |
| -------- | ------------------- | ------------------ | ------------------ | --------------- |
| 232001 - | 2001 SW71           | 17 septembrie 2001 | Socorro            | LINEAR          |
| 232017 - | 2001 SZ264          | 25 septembrie 2001 | Desert Eagle       | W. K. Y. Yeung  |
| 232023 - | 2001 TP13           | 13 octombrie 2001  | Bareggio           | V. Pozzoli      |
| 232032 - | 2001 TW125          | 12 octombrie 2001  | Haleakala          | NEAT            |
| 232033 - | 2001 TA144          | 10 octombrie 2001  | Palomar            | NEAT            |
| 232042 - | 2001 TH219          | 14 octombrie 2001  | Anderson Mesa      | LONEOS          |
| 232044 - | 2001 TS253          | 14 octombrie 2001  | Apache Point       | SDSS            |
| 232054 - | 2001 UT86           | 18 octombrie 2001  | Kitt Peak          | Spacewatch      |
| 232068 - | 2001 VM2            | 10 noiembrie 2001  | Needville          | Needville       |

## 232101–232200
| Denumire | Denumire provizorie | Data descoperirii | Locul descoperirii | Descoperitor(i)            |
| -------- | ------------------- | ----------------- | ------------------ | -------------------------- |
| 232137 - | 2002 CE1            | 2 februarie 2002  | Cima Ekar          | Asiago-DLR Asteroid Survey |

## 232201–232300
| Denumire | Denumire provizorie | Data descoperirii  | Locul descoperirii | Descoperitor(i)      |
| -------- | ------------------- | ------------------ | ------------------ | -------------------- |
| 232234 - | 2002 NL5            | 10 iulie 2002      | Campo Imperatore   | CINEOS               |
| 232259 - | 2002 PK152          | 10 august 2002     | Cerro Tololo       | M. W. Buie           |
| 232260 - | 2002 PA161          | 8 august 2002      | Palomar            | S. F. Hönig          |
| 232267 - | 2002 QS49           | 29 august 2002     | Palomar            | R. Matson            |
| 232268 - | 2002 QH51           | 16 august 2002     | Palomar            | A. Lowe              |
| 232291 - | 2002 RR181          | 13 septembrie 2002 | Goodricke-Pigott   | R. A. Tucker         |
| 232296 - | 2002 RU232          | 11 septembrie 2002 | Palomar            | M. White, M. Collins |

## 232401–232500
| Denumire | Denumire provizorie | Data descoperirii | Locul descoperirii | Descoperitor(i) |
| -------- | ------------------- | ----------------- | ------------------ | --------------- |
| 232409 - | 2003 EU1            | 4 martie 2003     | Saint-Véran        | Saint-Véran     |
| 232498 - | 2003 QT5            | 19 august 2003    | Wise               | D. Polishook    |

## 232501–232600
| Denumire             | Denumire provizorie | Data descoperirii  | Locul descoperirii | Descoperitor(i) |
| -------------------- | ------------------- | ------------------ | ------------------ | --------------- |
| 232543 -             | 2003 SF129          | 20 septembrie 2003 | Črni Vrh           | Črni Vrh        |
| 232553 Randypeterson | 2003 SX218          | 26 septembrie 2003 | Junk Bond          | D. Healy        |
| 232580 -             | 2003 SZ356          | 18 septembrie 2003 | Bergisch Gladbach  | W. Bickel       |
| 232595 -             | 2003 UP9            | 20 octombrie 2003  | Wrightwood         | J. W. Young     |

## 232601–232700
| Denumire | Denumire provizorie | Data descoperirii | Locul descoperirii | Descoperitor(i) |
| -------- | ------------------- | ----------------- | ------------------ | --------------- |
| 232674 - | 2003 YF45           | 21 decembrie 2003 | Sandlot            | Sandlot         |

## 232701–232800
| Denumire          | Denumire provizorie | Data descoperirii | Locul descoperirii | Descoperitor(i) |
| ----------------- | ------------------- | ----------------- | ------------------ | --------------- |
| 232759 -          | 2004 PM3            | 3 august 2004     | Siding Spring      | SSS             |
| 232763 Eliewiesel | 2004 PC27           | 10 august 2004    | Francisquito       | R. E. Jones     |

## 232801–232900
| Denumire | Denumire provizorie | Data descoperirii | Locul descoperirii | Descoperitor(i) |
| -------- | ------------------- | ----------------- | ------------------ | --------------- |
| 232885 - | 2004 XT3            | 4 decembrie 2004  | Eskridge           | G. Hug          |
| 232900 - | 2004 XG51           | 14 decembrie 2004 | Junk Bond          | Junk Bond       |

## 232901–233000
| Denumire           | Denumire provizorie | Data descoperirii | Locul descoperirii | Descoperitor(i)     |
| ------------------ | ------------------- | ----------------- | ------------------ | ------------------- |
| 232912 -           | 2004 YR3            | 16 decembrie 2004 | Jarnac             | Jarnac              |
| 232914 -           | 2004 YG15           | 18 decembrie 2004 | Mount Lemmon       | Mount Lemmon Survey |
| 232923 Adalovelace | 2005 AA29           | 15 ianuarie 2005  | Kleť               | KLENOT              |
| 232938 -           | 2005 BL28           | 31 ianuarie 2005  | Mayhill            | A. Lowe             |
| 232939 -           | 2005 BB31           | 16 ianuarie 2005  | Mauna Kea          | C. Veillet          |
| 232949 Muhina      | 2005 EN8            | 15 ianuarie 2005  | Marly              | Observatory Naef    |